# Kees Okx
Kees Okx nome d'arte di Cornelis Okx (Haarlem, 25 aprile 1939 – Gintrac, 17 gennaio 2015) è stato un pittore olandese che ha abitato e lavorato in Francia.

## Biografia
Laureato della Accademia di Amsterdam, è noto innanzitutto per le sue acqueforti, ma pratica anche con grande successo l'arte della pittura olio su tela.
I quadri non rappresentativi, per cui è conosciuto e che spesso rassomigliano a strutture organiche, sono in effetti il risultato di un'evoluzione stilistica che cominciò quando Okx lasciava il suo paese di nascita dopo aver subito una sindrome da burnout nel suo professione precedente (faceva il designer).
Okx esercita la sua arte abitualmente all'esterno, dato che il paesaggio aspro del Lot gli fornisce fonte di ispirazione.

## Musei
Elenco dei musei che espongono opere dell'artista:
- Stedelijk Museum, Amsterdam, Paesi Bassi
- Kunsthalle Bremen, Brema, Germania
- Nordjyllands Kunstmuseum, Aalborg, Danimarca